# Prefectura Rodopi
Rodopi (greacă Ροδόπη) este o prefectură greacă, în periferia Macedonia de Est și Tracia. Reședința sa este Komotini. Se află în Tracia de Vest - partea din regiunea istorică Tracia aflată pe teritoriul Greciei. 

## Municipalități și comunități
Începând cu 2011 prefectura Rodopi este împărțită în 4 municipalități:
1). Komotini
2). Arriana
3). Iasmos
4). Maroneia-Sapes
Fostele municipalități din prefectura Rodopi până în 2011:
| Municipalitate  | Cod YPES | Reședință (dacă e diferită) | Cod poștal | Cod zonal |
| --------------- | -------- | --------------------------- | ---------- | --------- |
| Aigeiros        | 4501     |                             | 691 00     | 25310-9   |
| Arriana         | 4503     |                             | 693 00     | 25320-3   |
| Fillyra         | 4512     |                             | 691 00     | 25320-4   |
| Iasmos          | 4504     |                             | 692 00     | 25340-2   |
| Komotini        | 4506     |                             | 691 00     | 25310-2   |
| Maroneia        | 4507     | Xylagani                    | 694 00     | 25330-2   |
| Neo Sidirochori | 4508     |                             | 691 00     | 25310-5   |
| Sapes           | 4510     |                             | 693 00     | 23520-2   |
| Sostis          | 4511     |                             | 692 00     | 25310-5   |
| Comunitate      | Cod YPES | Reședință (dacă e diferită) | Cod poștal | Cod zonal |
| Amaxades        | 4502     |                             | 692 00     | 25340-3   |
| Kechros         | 4505     |                             | 693 00     | 23510-3   |
| Organi          | 4509     |                             | 695 00     | 25310-3   |